# Marc-Antoine Boidin
Pour les articles homonymes, voir Boidin.
Marc-Antoine Boidin, né le 25 juillet 1974 à Haute-Avesnes, près d'Arras, est un scénariste, dessinateur et coloriste de bande dessinée français.

## Biographie
Boidin, né à Haute-Avesnes, a grandi avec un père professeur d'histoire et trois autres frères. Il fait ses études d'abord au collège Saint-Joseph d'Arras avant d'intégrer l'École supérieure d'arts appliqués et textiles de Roubaix. Marqué par une exposition sur Bouche du diable, il entre avec son ami Lionel Chouin à l'École européenne supérieure de l'image (Angoulême),. Il y  rencontre Malo Kerfriden. En 1988, les trois amis fondent à Rennes l'atelier de dessin Pepe Martini.
Le premier album de Boidin, publié en 2000 chez Vents d'Ouest, est Kérioth ; il s'agit d'une trilogie steam punk dont il assure le dessin sur un scénario de Pascal Bertho. En 2003, Boidin scénarise Les dents de la mère pour Florent Heitz (dessin) et Emmanuelle Nicolle (couleurs), publié par ANBD. En 2001, Boidin s'installe à Paris, où il exerce dans le dessin animé, notamment pour les Studios Antéfilm en élaborant personnages et décors ainsi que des storyboards (Funcky Cops, Code Lyoko, teaser pour Lapins crétins, publicités...). Il collabore avec son frère, Dominique Boidin, qui crée des images de synthèse ; ces travaux dans l'animation se poursuivent au fil des ans.
En 2004, Thierry Sapyn, Marc-Antoine Boidin et Florent Heitz publient Funky Corps. La même année, sur un scénario de François Debois et Nicolas Jarry paraît le premier volumes des Bois de Brocéliande : La Dryade, dont Boidin assure le dessin avec Guillaume Lapeyre, Stéphane Bileau et, pour les couleurs, Elsa Brants.
Boidin reprend les collaborations avec Pascal Bertho pour Chéri-Bibi (dessinateur et coloriste) basé sur le personnage de Gaston Leroux, trois volumes publiés entre 2006 et 2008. Le même tandem entreprend également Endurance, publié en 2009 chez Delcourt et dont la trame s'inspire de l'expédition Endurance. L'ouvrage reçoit le prix Corderie royale de la bande dessinée.
Boidin collabore en outre avec Yslaire à partir de 2010 pour dessiner et mettre en couleur La Guerre des Sambre, les trilogies de Werner & Charlotte puis Maxime & Constance. L'artiste s'inspire de sa région natale, l'Artois. Les travaux de Boidin font l'objet d'expositions, par exemple à Arras d'abord en 2012 aux Beaux-Arts (Roulez Carrosses), puis en 2013 sous le titre Les Chemins des Sambre. À cette période (2014), Boidin travaille dans un studio parisien.
Résident à Rennes, il est à l'origine d'une association locale — « Twin Peaks » — pour promouvoir la bande dessinée[source insuffisante].

## Œuvres
- Kérioth (dessin) et (couleurs - tome 3), avec Pascal Bertho (scénario) et Thierry Leprévost (couleurs - tomes 1 et 2), Vents d'Ouest

1. Mission Prométheus, 2000[12]
2. Étoile noire, 2001
3. Fortuna, 2003[13]

INT. Intégrale, 2011
- Les Dents de la mère (scénario), avec Florent Heitz (dessin) et Emmanuelle Nicolle (couleurs), ANBD, 2003
- Les Contes de Brocéliande, Soleil Productions

1. Livre premier: La Dryade (dessin), avec François Debois et Nicolas Jarry (scénario), Guillaume Lapeyre (dessin), et Elsa Brants (couleurs), 2004

- Funky Cops - Ami ami à Frisco (dessin), avec Thierry Sapyn et collectif (scénario), Éditions Jungle, 2004
- Chéri-Bibi (dessin et couleurs), avec Pascal Bertho (scénario d'après le personnage créé par Gaston Leroux), Delcourt

1. Fatalitas!, 2007
2. Le Marquis, 2007
3. Cécily, 2008

- Endurance (dessin et couleurs), avec Pascal Bertho (scénario), Delcourt, 2009

- La Guerre des Sambre - Werner & Charlotte (dessin et couleurs), avec Yslaire (scénario), Glénat

1. Chapitre 1 - Automne 1768 : L'Éternité de Saintange, 2010
2. Chapitre 2 - Automne 1768 : La Messe rouge, 2011
3. Chapitre 3 - Hiver 1768 : Votre enfant, Comtesse..., 2012

- La Guerre des Sambre - Maxime & Constance (dessin et couleurs), avec Yslaire (scénario), Glénat

1. Chapitre 1 - Automne 1775 : La Fiancée de ses nuits blanches, 2014
2. Chapitre 2 - Hiver 1781 : Le Petit jour de la mariée, 2015
3. Chapitre 3 - Eté 1794 : Le Regard de la veuve, 2018